# 艾克洛
艾克洛是德国下萨克森州的一个市镇。总面积13.24平方公里，总人口782人，其中男性397人，女性385人（2011年12月31日），人口密度59人/平方公里。